# Sportzentrum Kallipatira
Das Sportzentrum Kallipatira (griechisch Αθλητικό Κέντρο «Καλλιπάτειρα») ist eine Sportanlage auf der griechischen Insel Rhodos, ca. drei Kilometer vom Zentrum der Stadt Rhodos entfernt. Benannt ist es nach Kallipatira, einer Tochter des Olympioniken Diagoras aus Rhodos, die der Überlieferung nach eine von zwei verheirateten Frauen war, die den antiken Olympischen Spielen beiwohnten, obwohl verheirateten Frauen bei Todesstrafe die Teilnahme und das Zuschauen bei den Olympischen Spielen verboten war.
Der Komplex besteht aus:
- Kallipatira-Stadion (Leichtathletik)
- Fußballplatz
- Basketball- und Beach Volleyballplätzen
- Judofläche
- 6 Rasen- und 2 Lehmtennisplätze
- Modellrennpiste
- Skatingkurs
- Bogenschießanlage

Im südlichen Bereich befinden sich die Anlagen für die Wurfdisziplinen und östlich eine 5-Bahnen-Sprintstrecke für Trainingszwecke. Um das Stadion herum und in der Anlage gibt es eine 1000 m lange Asphaltbahn für Langstreckendisziplinen. Des Weiteren sind 400 Parkplätze vorhanden.
In der Umgebung des Komplexes befinden sich Hotels aller Kategorien, Restaurants, Geschäfte, ein traditionelles Dorf, der Strand und Attraktionen.